# Großbardorf
Großbardorf település Németországban, azon belül Bajorországban. Lakosainak száma 947 fő (2023. december 31.).

## Népesség
A település népessége az elmúlt években az alábbi módon változott:
| Lakosok száma | 777  | 1081 | 885  | 876  | 914  | 895  | 882  | 889  | 928  | 947  |
|               | 1875 | 1950 | 1975 | 1987 | 2012 | 2014 | 2016 | 2017 | 2021 | 2023 |